# Béke Királynője-székesegyház (La Paz, Bolívia)
A Béke Királynője-székesegyház a bolíviai főváros, La Paz székesegyháza, a La Paz-i főegyházmegye központja.

## Története
A város első anyaegyházának templomának, a mai székesegyház elődjének az építése 1558-ban kezdődött a spanyol király által kinevezett városveztető, Juan Antonio de Ulloa kezdeményezésére. Ez a háromhajós, hat oldalkápolnával rendelkező templom a Plaza de Armas téren állt, oltárán pedig Jerónimo Hernández de Estrada spanyol szobrász alkotását, egy Béke Királynője-szobrot helyeztek el, amelyet II. Fülöp spanyol király küldött a templomnak. 1605-ben, amikor megalapították a La Paz-i egyházmegyét, ezzel együtt pedig a templom székesegyházi rangra emelkedett, az épület még mindig nem készült el teljesen. 1610-ben Alonso de Larrea építész volt az, aki megtervezte a templom végleges kinézetét, de csak az asztúriai származású püspök, Juan Queipo de Llano y Valdéz anyagi segítségével, 1684-ben tudtak újra lendületet venni az építési munkák: egy 1685-ös levélből tudjuk, hogy a püspök 30 000 pesó összegyűjtését szorgalmazta a koncesszióba kapott földek tulajdonosaitól és az ott élő indiánoktól. 1795-ben azonban Alejandro José Ochoa püspök olyan súlyos épületszerkezeti hibákra hívta fel a figyelmet (főként a presbitérium és a sekrestye térségében), hogy hiába próbálkoztak javítani őket, 1826-ban végül úgy döntöttek, az egészet le kell bontani. A bontási munkák 1831-ig tartottak.
Mivel ez az időszak éppen a független Bolíviai Köztársaság születése utáni évek jelentős fejlődésével esett egybe, városszerte nagy építkezések zajlottak. 1834-ben új adókat vetettek ki az import és az export után (a fő érintett termékek a kaszkarilla, a kakaó, a lovak, az öszvérek, a likőrök és a liszt voltak), hogy 30 000 pesót tudjanak összegyűjteni egy új székesegyház építésének érdekében. Az eredeti terveket a spanyol származású ferences építész, Manuel Sanahuja készítette, ő azonban 1834-ben meghalt, így a francia Felipe Bertrés folytatta a tervezést, igaz, jelentősen átalakította az eredeti elképzeléseket, többek között az eredeti három hajóhoz még kettőt adott hozzá.
Az építkezés 1857-ig folytatódott, ekkor azonban pénzhiány miatt ismét leállt. 1871-ben a 2000 négyzetméteres kriptát betemették, helyén pedig katonai istállót létesítettek. 1883-ban Juan de Dios Bosque püspök és Aniceto Arce egy, az építkezést segítő Junta Impulsora nevű belső szervezetet hozott létre neves helyi lakosokból. Sanahuja és Bertrés tervei azonban időközben elvesztek, ezért 1884 februárjában Bosque püspök Rómába utazott, felvette a kapcsolatot XIII. Leó pápával, akinek segítségével szerződést tudtak kötni a szentszék építészével, Francisco Vespignanival. Ő 1890-ben két javaslatot dolgozott ki, amelyek később szintén elvesztek (de 2019-ben megtalálták őket). Vespignani jelentősen megváltoztatta az épület arculatát, de amikor a századfordulón az ország fővárosát La Pazba költöztették, a vezetők még monumentálisabb épületeket kívántak látni a fővárosban. A feladat ezúttal a svájci Antonio Camponovóra hárult, aki ismét megváltoztatta a templom terveit, azonban 1914-ben Argentínába távozott, így a munkák újabb 3 évre felügyelet nélkül maradtak. 1917-ben Ernesto Benedicto Esteban Vespignani (a korábbi Vespignaninak csak névrokona) vette át a feladatot: ő Buenos Airesből irányította a munkákat egészen 1925-ös haláláig. A tornyok azonban még 1932-re sem készültek el, sőt, a chacói háború miatt újra le kellett állni az építésükkel, mivel ez állami feladat volt, és előrehaladása az adóbevételektől és a bankkölcsönöktől függött.
A 20. század közepén egy bolíviai építész, Mario del Carpio foglalkozott a székesegyházzal, de ő elvetette többek között a tornyokra vonatkozó korábbi elképzeléseket is, és új terveket készített. 1956 és 1977 között négy előzetes változattal is előállt, mire kialakult a végleges javaslata. Végül, sietve, hogy II. János Pál pápa 1988-as látogatására már készen legyenek a tornyok, a COMTECO cég végül teljes egészében betonból készítette el őket. De a templom még 2020-ban is befejezetlenül állt: nem voltak még készen a kripta boltívei, néhány díszítés, és a Potosí utcai rész sem.

## Leírás
Az öthajós templom a bolíviai főváros, La Paz történelmi belvárosában, a négyzet alakú Murillo tér délnyugati oldalán áll. Stílusában a klasszicizmus keveredik barokk hatásokkal. Két főhomlokzati és egy hátrébb elhelyezkedő tornyát fémkupola fedi. A főoltár, a lépcsőzet és a kórus alapzata márványból készült, és bronzból készült domborműveket tartalmaz. A templom bal oldalán levő kápolnában helyezték el az egyik államalapító, későbbi elnök Andrés de Santa Cruz földi maradványait.

## Képek

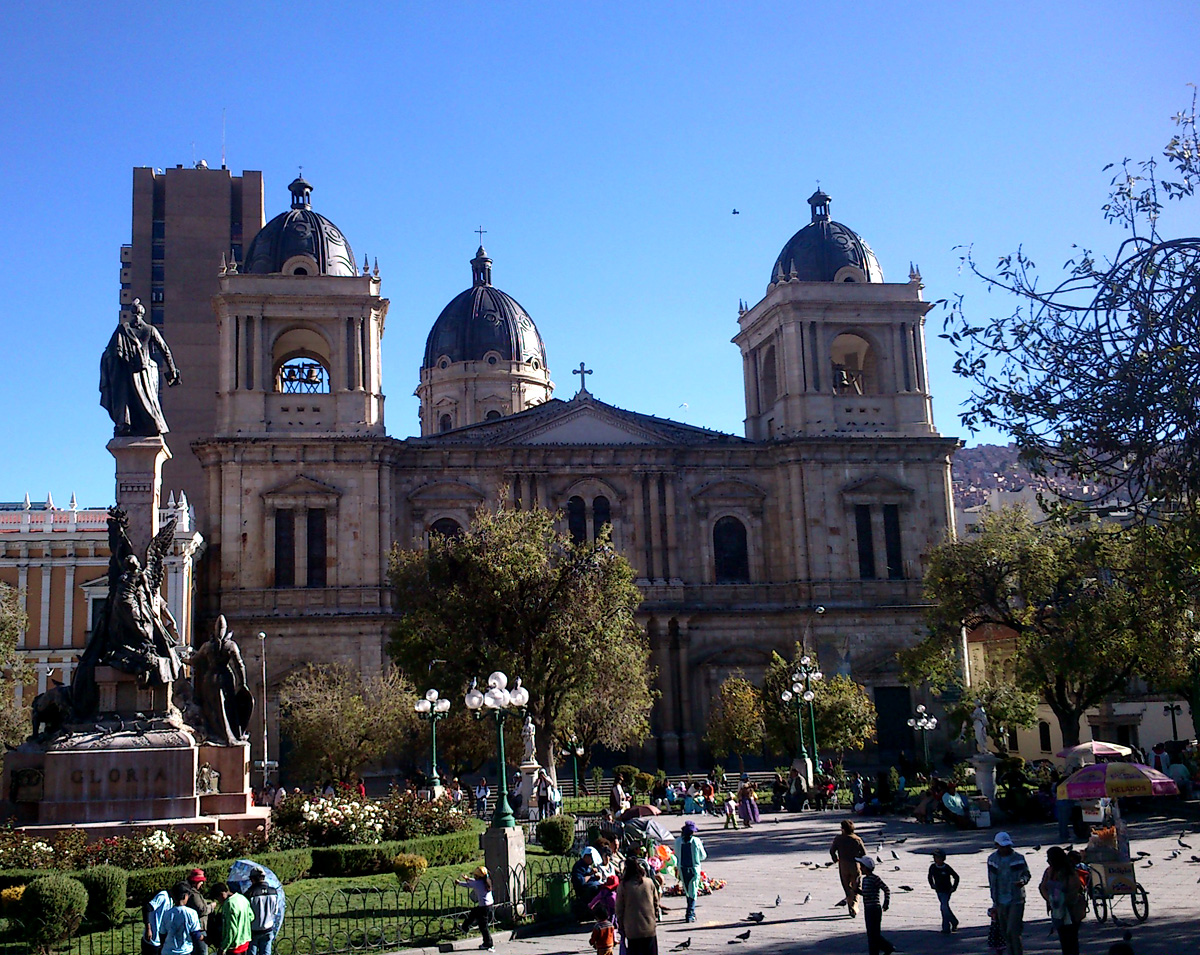
A templom és a Murillo tér
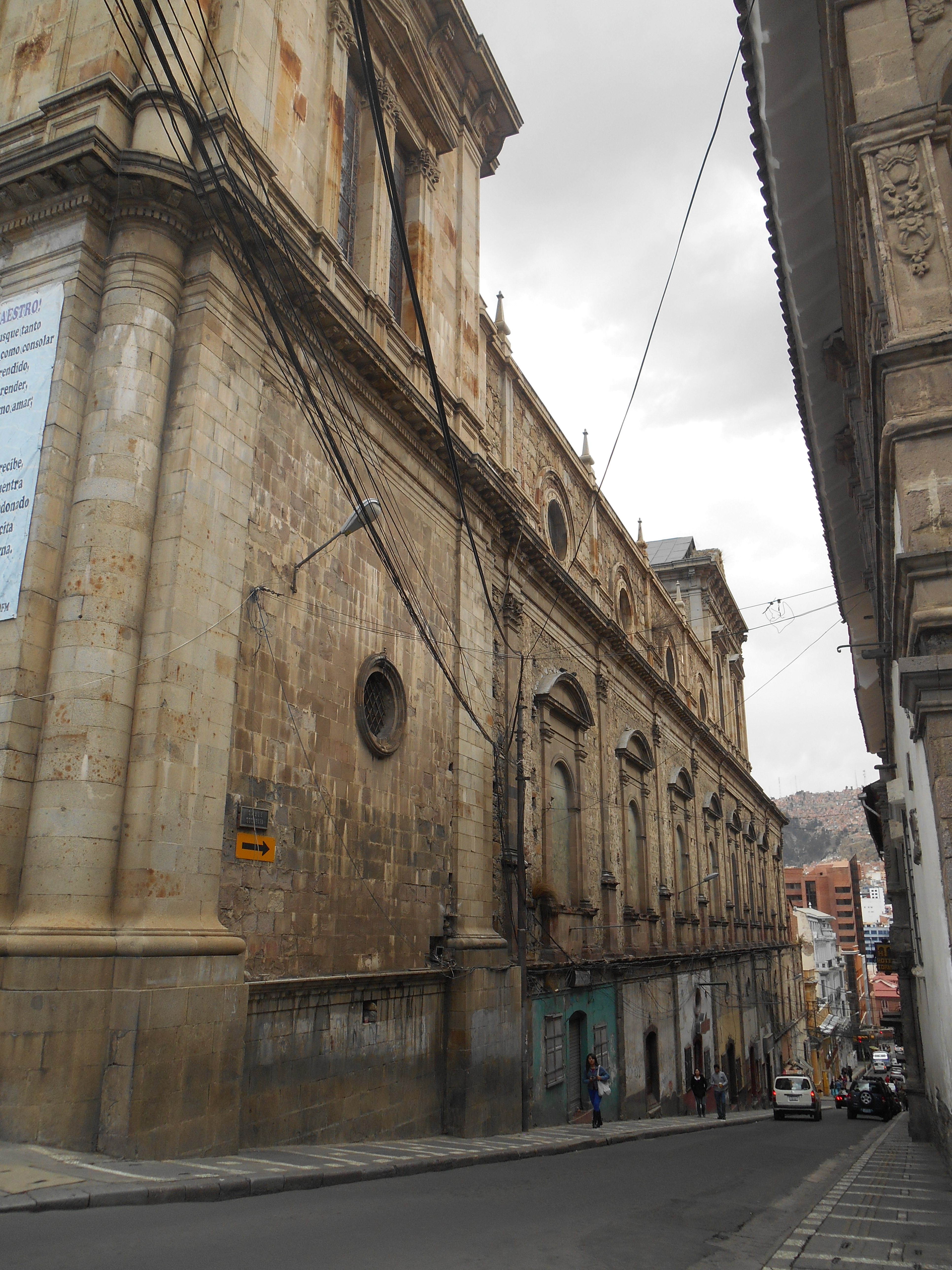
Egy oldalsó fal
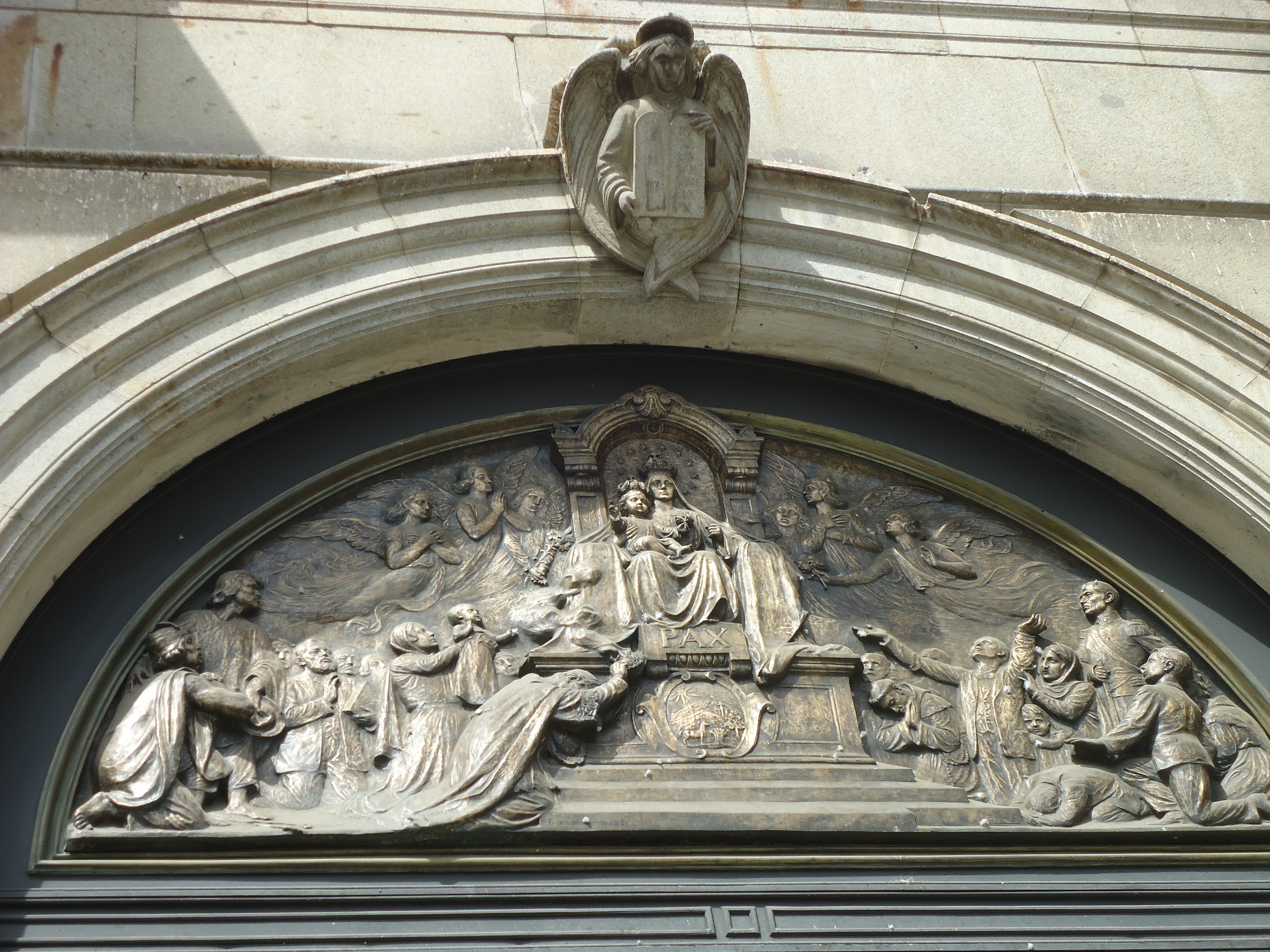
A főbejárat fölötti dombormű
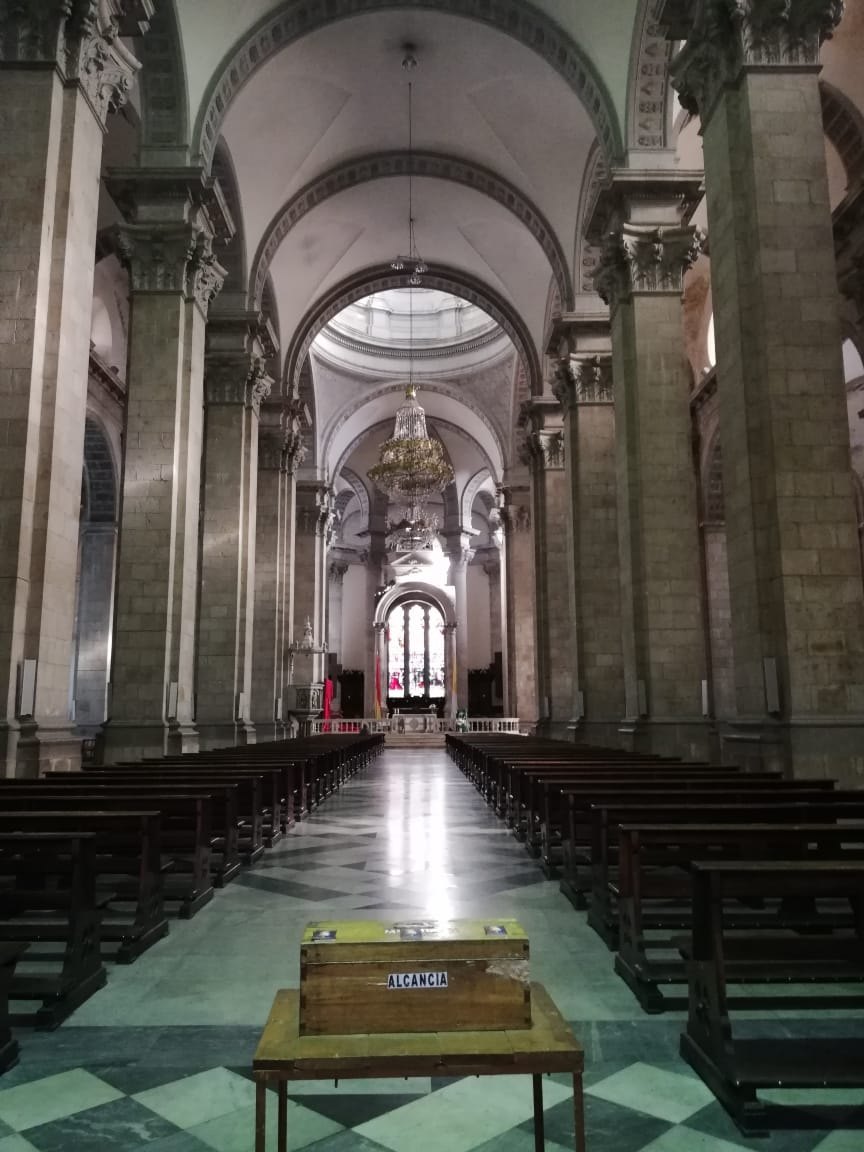
Belső kép
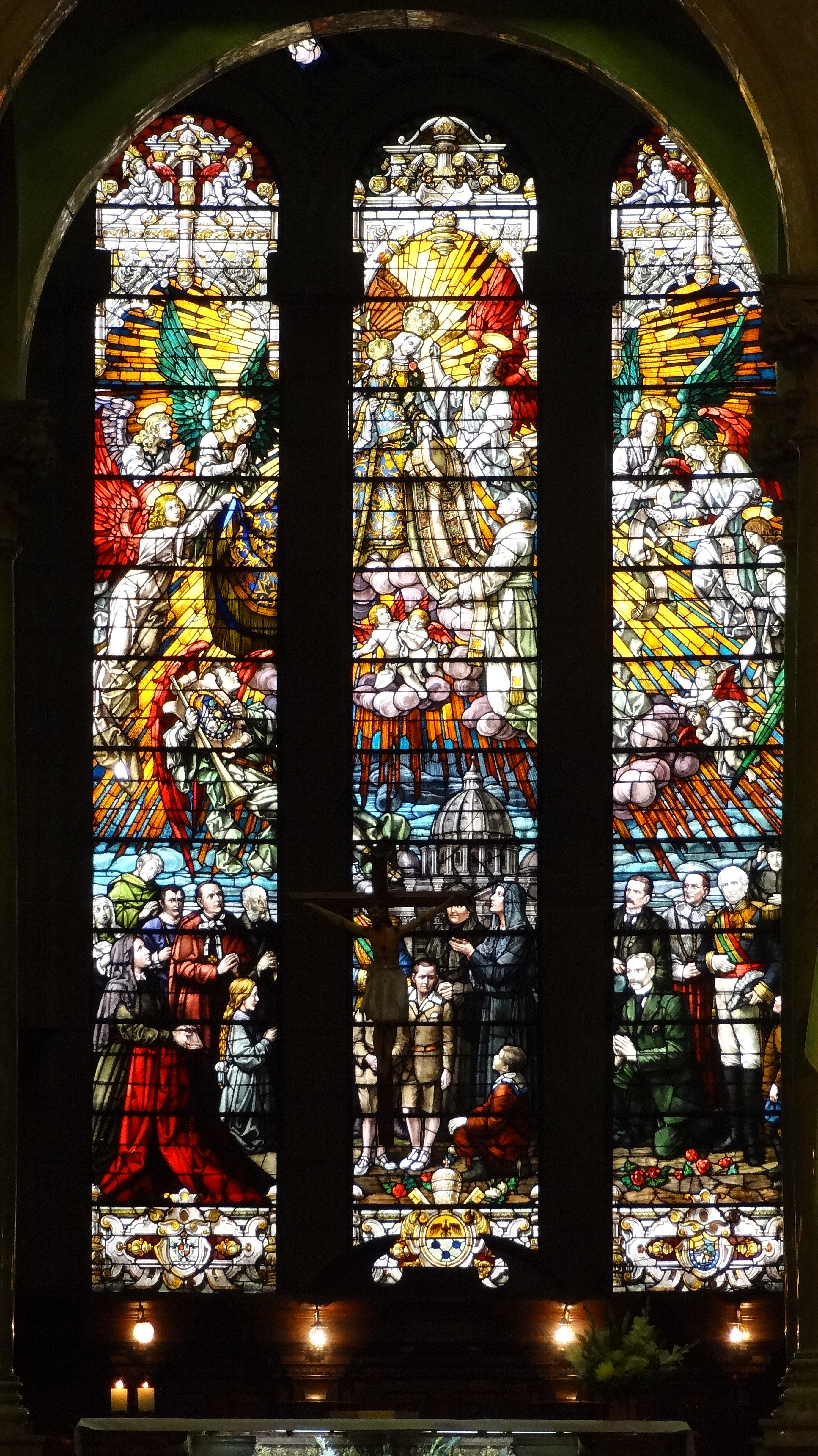
Üvegablakok